# Szymon Kobecki (1857–1933)
Szymon Kobecki (ros. Siemion, karaim. Sima, lit. Simonas; ur. 29 czerwca 1857 w Trokach, zm. 1933 na Naddnieprzańskiej Ukrainie) – polski poeta i dramaturg karaimskiego pochodzenia.

## Życiorys
Uczył się w szkole średniej w Trokach. W latach 1878–1880 uczył się w Odeskiej Szkole Junkrów Piechoty. Następnie służył w  52 Wileńskim Pułku Piechoty stacjonującym w Teodozji na Krymie (1880–1881), Powiatowej Komendanturze Wojskowej w Małoarchangielsku w guberni orłowskiej (1887–1896), w Zarządzie Powiatowej Komendantury Wojskowej w Hajsynie (ros. Управление Гайсинского Уездного Воинского Начальника) (1887–1902), w zarządzie Powiatowej Komendantury Wojskowej w Skwyrze (1904–1911) i w Dubnieńskim Batalionie Karnym (ros. Дубненский дисциплинарный батальон) (1912–1916) jako powiatowy komendant lub kwatermistrz. 
W 1904 wydał w Kijowie w drukarni Stefana Kulżenki pierwszy zbiór świeckiej poezji w języku karaimskim pod tytułem Jyrłar („Pieśni”), składający się z 25 utworów lirycznych pisanych cyrylicą w dialekcie trockim. Jednym z nich była znana poetycka kołysanka pt. Jukła uwłum! („Śpij synu mój!”). Całość doczekała się wznowienia w druku w Krakowie w 1929 r. W 1905 r. ukazał się odbity na powielaczu wybór jego poezji. Niektóre wiersze publikowane były przed 1914 r. na łamach wydawanego w Moskwie czasopisma „Karaimskaja Żyzń”. 
Podczas I wojny światowej służył w armii rosyjskiej w stopniu pułkownika. Po rewolucji październikowej został zdemobilizowany i osiedlił się w Ukraińskiej SRR.
W okresie międzywojennym jego utwory poetyckie drukowały czasopisma karaimskie wydawane w Polsce („Karaj Awazy”) i na Litwie Kowieńskiej („Onarmach”). Pisał również utwory dramatyczne i komediowe (m.in. jednoaktowy wodewil Menagień oraz trzyaktowy dramat sceniczny Siuwiarlik boszatat bir jazychłarny). Jednak rękopisy tych utworów, podobnie jak i bajek jego autorstwa, nie zachowały się.